# Quentin Caleyron
Quentin Caleyron (né le 30 janvier 1988 à Saint-Étienne) est un coureur cycliste français, spécialiste du BMX et du cyclisme sur piste.

## Biographie
Quentin Caleyron découvre et se passionne pour la BMX dès l’âge de neuf ans. Rapidement il rejoint l’élite française et acquiert le statut de sportif de haut-niveau. Un an avant les Jeux olympiques de Londres 2012, Quentin Caleyron enchaîne les blessures et les opérations. À force de travail, il revient rapidement sur les pistes et participe à deux finales de Coupe du monde. Il est finalement sélectionné pour représenter la France aux Jeux olympiques d'été de 2012. Il participe à l'épreuve de BMX Race. Lors de la manche de répartition, il réalise le neuvième temps. En quarts de finale, il termine troisième de sa série et se qualifie pour les demi-finales. Lors de celles-ci disputées sur trois courses, il termine successivement 8e, 4e et 6e des manches et se classe sixième au général de sa série. Il est éliminé et ne dispute pas la finale réservée aux quatre premiers de chaque série. 
Après six années passées au Pôle France d’Aix-en-provence, Quentin Caleyron rejoint le Centre National du Cyclisme à Saint-Quentin-en-Yvelines en 2015. Le 18 août de la même année, il entre à la SNCF pour travailler au bureau d’études de l’Agence d’essai ferroviaire de Vitry-sur-Seine et intègre le dispositif Athlètes SNCF.
Au printemps 2016, il est victime d'une chute qui nécessite une greffe osseuse et qui le prive des Jeux olympiques de Rio de Janeiro. N'étant plus apte à pratiquer le BMX en compétition, il change de discipline pour se consacrer à la piste et au poste de démarreur en vitesse par équipes.
Fin 2018, il participe à Berlin à sa première manche de Coupe du monde sur piste. Il réalise le quatrième temps des qualifications du tournoi de vitesse, mais est éliminé en 1/8e de finale.
Durant les Jeux olympiques 2020 à Tokyo, il est consultant pour Eurosport et commente les épreuves de BMX. 
En décembre 2021, il devient pilote en tandem avec le cycliste handisport Raphaël Beaugillet. 

## Vie privée
Sa femme Mallory Caleyron est une ancienne volleyeuse internationale française.

## Palmarès en BMX

### Jeux olympiques
- Londres 2012
  - Demi-finaliste de BMX

### Championnats du monde
- 2009
  - 15e du BMX
- 2011
  - 37e du BMX
- 2012
  - 5e du contre-la-montre en BMX 
  - 13e du BMX

### Coupe du monde
- 2008 : 44e du classement général
- 2009 : 7e du classement général
- 2010 : 70e du classement général
- 2011 : 59e du classement général
- 2012 : 13e du classement général
- 2013 : 13e du classement général
- 2014 : 45e du classement général
- 2015 : 27e du classement général
- 2016 : 75e du classement général

### Championnats d'Europe
- 2013 :  Médaillé de bronze du BMX
- 2015 :  Médaillé de bronze du BMX

### Championnats de France
- 2014 :  Médaillé d'argent
- 2015 :  Médaillé d'argent

### Coupe de France
- Vainqueur de la Coupe de France de BMX en 2008 et 2011

## Palmarès sur piste

### Championnats du monde
- Pruszków 2019
  - 19e de la vitesse (éliminé en seizième de finale)[9]
- Berlin 2020
  - 12e de la vitesse individuelle

### Coupe du monde
- 2019-2020
  - 1er de la vitesse par équipes à Milton (avec Florian Grengbo et Quentin Lafargue)
  - 2e de la vitesse à Milton
  - 3e de la vitesse par équipes à Glasgow (avec Sébastien Vigier et Melvin Landerneau)

### Championnats de France
- 2021
  - 2e de la vitesse individuelle
  - 3e du kilomètre
- 2024
  - 2e du kilomètre

### Jeux européens
| Édition / Épreuve | Vitesse par équipes                    |
| Minsk 2019        | Argent (avec Baugé, Helal et Lafargue) |

## Palmarès sur piste (handisport)

### Championnats du monde
| Édition / Épreuve              | Vitesse individuelle MB          | Kilomètre                      |
| ------------------------------ | -------------------------------- | ------------------------------ |
| Saint-Quentin-en-Yvelines 2022 | 4ème (avec Raphaël Beaugillet)   | 4ème (avec Raphaël Beaugillet) |
| Glasgow 2023                   | Bronze (avec Raphaël Beaugillet) | 5ème (avec Raphaël Beaugillet) |
| Rio de Janeiro 2024            | Argent (avec Raphaël Beaugillet) | 4ème (avec Raphaël Beaugillet) |

### Championnats de France
- 2022
  -  Médaillé d'argent - Poursuite
  -  Médaillé d'or - omnium sprint
- 2023
  -  Médaillé d'or - Poursuite
  -  Médaillé d'or - Omnium sprint
- 2024
  -  Médaillé d'argent - Poursuite
  -  Médaillé d'or - omnium sprint